# Louis Philibert
Louis Philibert (* 12. Juli 1912 in Pertuis; † 21. Juni 2000 in Aix-en-Provence) war ein französischer Politiker. Er war von 1962 bis 1986 Abgeordneter der Nationalversammlung und von 1989 bis 1998 Mitglied des Senats.
Nach seinem Schulabschluss wurde Philibert Arbeiter in der Landwirtschaft. Ab 1930 arbeitete er als Fahrer für die Ponts et Chaussées. Während des Zweiten Weltkriegs nahm er an der Résistance teil und lernte auf diesem Weg den Sozialisten Gaston Defferre kennen. 1947 erlangte er durch seine Wahl in den Gemeinderat von Le Puy-Sainte-Réparade sein erstes politisches Amt. Im Jahr 1953 wurde er zum Bürgermeister der Gemeinde. Auf diesem Wege zog er in den Generalrat des Départements Bouches-du-Rhône ein, dessen Präsident er von 1967 bis 1989 war. Außerdem war er Vize-Präsident des Regionalrats der Region Provence-Alpes-Côte d’Azur. 1962 wurde er im 9. Wahlkreis des Départements Bouches-du-Rhône in die Nationalversammlung gewählt. Dort war er Abgeordneter der Sozialisten, bis er 1986 nicht wiedergewählt werden konnte. 1989 wurde er mit bereits 77 Jahren in den Senat gewählt, trat 1998 aber nicht mehr zur Wiederwahl an. Zwei Jahre später starb er. Philibert war Kommandeur der Ehrenlegion und Träger des Ordens für Sozialverdienste.